# Bachelor Apartment
Bachelor Apartment ist eine Filmkomödie aus dem Jahr 1931 von Lowell Sherman. Er spielte neben Irene Dunne die Hauptrollen. Der ehemalige Stummfilmstar Mae Murray spielt in dem Film ihre vorletzte Rolle.

## Handlung
Wayne Carter ist ein bekannter Junggeselle mit zahlreichen Damenbekanntschaften. In seinem luxuriösen Park Avenue Appartement empfängt er seine Geliebten, darunter die verheiratete Agatha Carraway. Eines Tages macht er die Bekanntschaft der tugendhaften Helene Andrews, die aus einer Kleinstadt im Mittelwesten nach New York gekommen ist, um ihre leichtlebige Schwester zur Vernunft zu bringen. Beide verlieben sich ineinander, doch die Intrigen von Mrs. Carraway stören den reibungslosen Verlauf ihrer Romanze. Am Ende treten Wayne und Helene vor den Traualtar.

## Hintergrund
Bachelor Apartment war der dritte Film von Irene Dunne seit ihrer Ankunft in Hollywood. Nach ihrem Debüt in dem heute verschollenen Musical Leathernecking begann sie unmittelbar im Anschluss mit den Dreharbeiten an dem Western Cimarron, eine Rolle, für die sie die erste von fünf Oscarnominierungen als beste Darstellerin erhielt. Der erste Drehbuchentwurf von John Howard Lawson für Bachelor Apartment war wenig mehr als eine grobe Handlungsskizze über einen Playboy und seine Abenteuer mit seiner neuesten Geliebten. Für die Hauptrollen waren die beiden ehemaligen Stummfilmstars Lowell Sherman und Mae Murray vorgesehen. Der Charakter von Irene Dunne war zunächst gar nicht vorgesehen. Am Ende wurde das ganze Konzept umgeschrieben und der Part von Mae Murray zur Nebenrolle degradiert.
Lawson fand keine Freude an dem fertigen Film. Nach seinen Worten gehörte der Film einer längst vergangenen Ära an:

„Trotz des modernen Zynismus und des witzigen Stils gehörte alles an ‚Bachelor Apartment‘, inklusive der Schauspieler, in die Roaring Twenties.“

Für Mae Murray war es ihre vorletzte Rolle überhaupt und gleichzeitig ihr Debüt im Tonfilm. Auf dem Höhepunkt ihrer Karriere 1926 verdiente Murray eine Wochengage von 10.000 US-Dollar und galt als internationale Schönheit. Im selben Jahr heiratete sie in zweiter Ehe den – angeblichen – georgischen Prinzen David Mdivani. Auf sein Anraten hin brach Murray ihren Vertrag mit der Filmgesellschaft Metro-Goldwyn-Mayer und wurde auf eine sogenannte Schwarze Liste gesetzt, so dass sie keine weiteren Filmangebote mehr bekam. Ihr Gatte brachte innerhalb von wenigen Jahren ihr gesamtes Vermögen von rund 3.000.000 US-Dollar durch und Murray ließ sich dann von ihm scheiden. Ihr alter Freund Lowell Sherman besorgte ihr die Rolle in Bachelor Apartment. Auch ihre letzte Rolle in High Stakes wenige Monate später, spielte Mae Murray in einem Film von Lowell Sherman.
Irene Dunne trat zum letzten Mal in einer Nebenrolle auf. Bereits ihr nächster Film Consolation Marriage brachte ihren Namen als alleinige Darstellerin und Star der Produktion über dem Titel.

## Kritiken
Die New York Times fand Bachelor Apartment amüsant.

„Es ist im Großen und Ganzen eine spritzige Komödie mit einem Pariser Flair. […]. Obwohl die Handlung meistens völlig unglaubwürdig bleibt, kann man ohne Übertreibung sagen, dass der Film sein Ziel, das Publikum mit guter Laune zu versorgen, erreicht. […] Miss Dunne ist kompetent als Helene.“